# Ursula Stenzel
Ursula Stenzel (ur. 22 września 1945 w Wiedniu) – austriacka polityk, dziennikarka i samorządowiec, od 1996 do 2006 posłanka do Parlamentu Europejskiego.

## Życiorys
Z wykształcenia dziennikarka, studiowała też nauki polityczne i historię nowożytną. Od 1972 do 1996 zawodowo związana z publicznym nadawcą radiowym i telewizyjnym ORF jako redaktor ds. polityki zagranicznej w radiu (do 1975), prezenter telewizyjny ds. politycznych (do 1995) i następnie prezenter radiowy.
Zaangażowana w działalność Austriackiej Partii Ludowej (ÖVP). W 1996 została deputowaną do Europarlamentu. Była ponownie wybierana w wyborach w 1999 i 2004. Zasiadała m.in. w grupie chadeckiej, Komisji Budżetowej i Komisji Spraw Zagranicznych.
Z PE odeszła w 2006 po wygranych przez chadecję wyborach lokalnych, po których została powołana na przewodniczącą wiedeńskiej dzielnicy Innere Stadt. W wyborach lokalnych w 2015 nie uzyskała rekomendacji ze strony ludowców. Kandydowała wówczas z ramienia Wolnościowej Partii Austrii, uzyskując mandat w wiedeńskim landtagu. W 2016 z ramienia FPÖ została członkinią władz miejskich i krajowych w Wiedniu, kończąc urzędowanie w 2020.